# Cornelis Nuyts

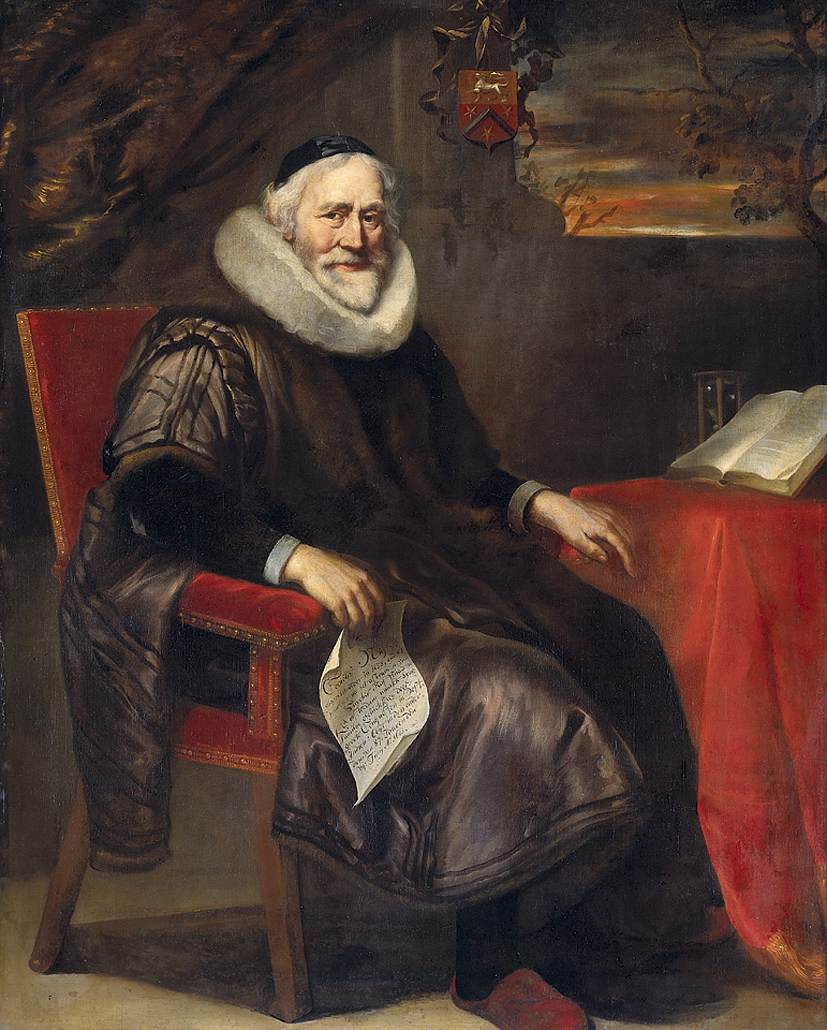
"Cornelis Nuyts gheportraiteert in 1658 oud 84 jaaren: na het af branden van syne Suyckerraffinaderije 't Amsterdam maeckt syne Familye ghelukkig door groote conquesten in Oost-Indien. Obiit in den ouderdom van 87 Jaaren den VII Juny. A° 1661."

Cornelis Nuyts (Antwerpen, 1574 – Amsterdam, 7 juni 1661) was een suikerbakker in Amsterdam.
Samen met zijn broer David exploiteerde hij een van de grootste suikerraffinaderijen van de stad, op Herengracht 192. Dit was een groot gebouw (oorspronkelijk met een trapgevel), dat als naam De Koning van Polen droeg, en aan de achterzijde met een wijde gang op de Keizersgracht uitkwam. Deze suikerbakkerij brandde op 2 januari 1660 af. Over de brand schreef ook Jan van der Heyden in zijn "Spuitboek". Na de brand liet hij op dezelfde plek een statig nieuw pand optrekken met weer de naam De Koning van Polen. Vanwege nieuw brandgevaar was het Nuyts aanvankelijk verboden om hier zijn suikerpraktijken voort te zetten. Nuyts gebruikte het pand daarom in eerste instantie als suikerpakhuis en als woning. Maar in 1666 werd hem toch een vergunning verleend door het stadsbestuur voor het voortzetten van zijn suikerraffinage, onder protest van omwonenden. Cornelis bleef suikerfabrikant en had ook elders in de stad een aandeel in een suikerraffinaderij. Hij moet zeer vermogend zijn geweest.

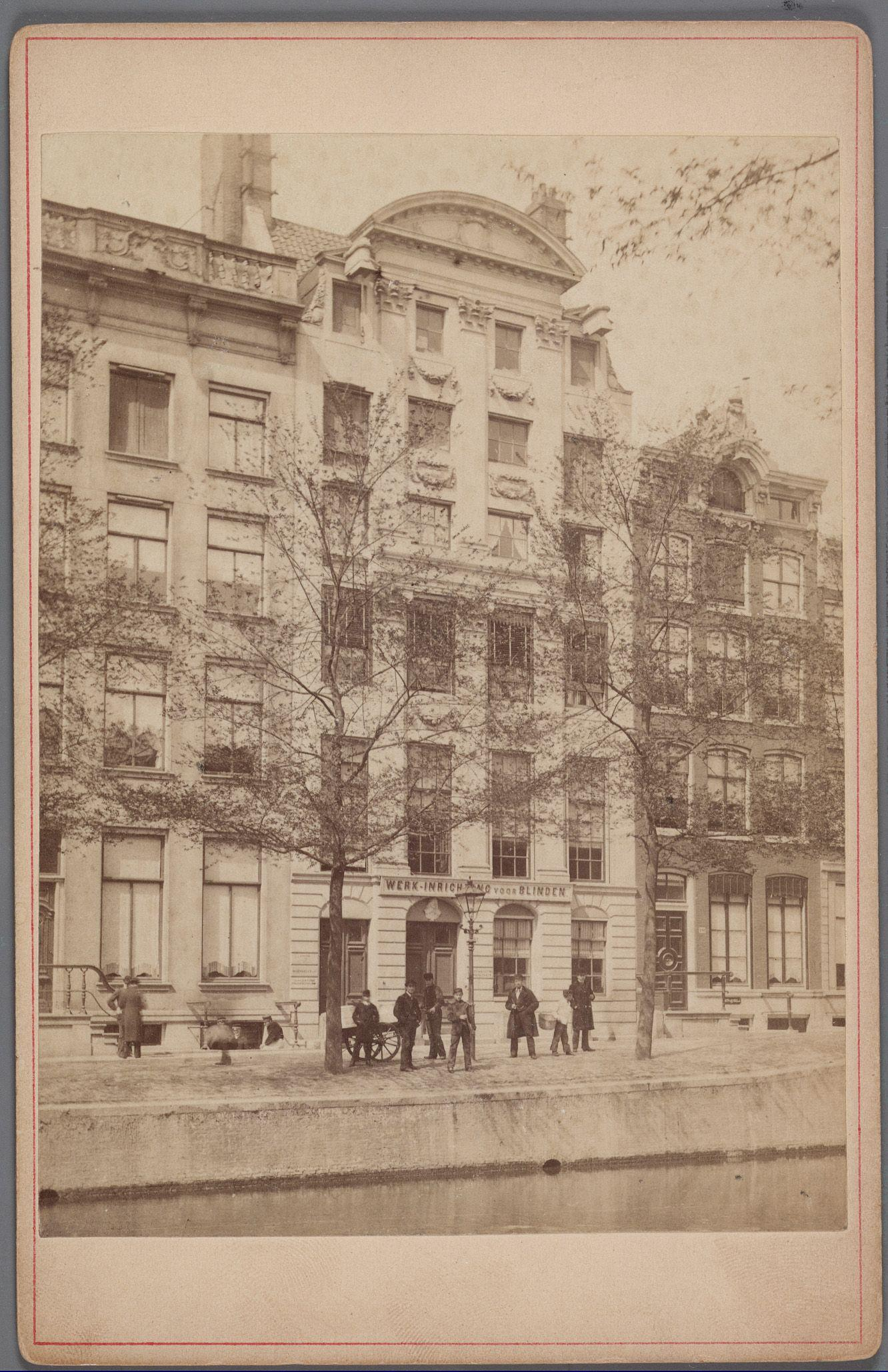
De Koning van Polen (Herengracht 192), dat in 1896 werd afgebroken voor de aanleg van de Raadhuisstraat

Cornelis en zijn zeven jaar oudere broeder David waren uit Antwerpen afkomstig. De eerste trouwde in 1612 met Emerentia de Raedt. In 1616 kochten de broeders drie percelen in de Derde Uitleg en werden aldus eigenaars van de gehele strook tussen de Herengracht en de Keizersgracht, tegenover de Warmoesgracht, niet ver van de Westermarkt.
Zijn zoon Cornelis Nuyts (1655–1717) woonde aan de Keizersgracht in Huis Marseille (nr. 401). Hij had een belangrijke collectie schilderijen. Emerantia Nuyts bleef tot haar dood in 1726 op Herengracht 192 wonen. Zij was tevens eigenares van Herengracht 475, na de verkoop verbouwd tot een van de mooiste panden in de Gouden Bocht. Nuyts' statige en rijkversierde suikerfabriek met woning op Herengracht 192 werd in 1896 gesloopt bij de doorbraak voor de Raadhuisstraat.